# 光叶高山栎
光叶高山栎（学名：Quercus pseudosemecarpifolia）为壳斗科栎属下的一个种。

## 扩展阅读
- 維基物種上的相關：光叶高山栎